# Accipiter meyerianus
L'astore di Meyer (Accipiter meyerianus (Sharpe, 1878)) è un uccello rapace della famiglia degli Accipitridi.

## Descrizione
È un rapace di taglia medio-grande, lungo 43–53 cm e con un'apertura alare di 86–105 cm.

## Biologia
Si nutre in prevalenza di altri uccelli, tra cui il piccione montano papua (Gymnophaps albertisii).

## Distribuzione e habitat
La specie è diffusa nelle isole Molucche, in Nuova Guinea e nelle isole Salomone.